# Josef Zoch
Josef Zoch (* 2. září 1960 Písek) je český zpěvák, moderátor, skladatel a textař.
Svou pěveckou kariéru zahájil koncem osmdesátých let s kapelami Country projekt a Country Jerome. Po nahrání prvního alba „Blues posledního vlaku“ vystupoval s kapelou Country story a koncem devadesátých let se připojil k Presston bandu.
Dosud nahrál 14 sólových alb a celkem téměř 300 písní, které se objevily na různých hudebních kompilacích. Pravidelně vystupoval v hudební televizi Šlágr.
Josef Zoch pravidelně vystupuje na koncertech v Čechách, na Moravě a také na Slovensku, buď s doprovodem skupiny OTAVA band nebo sólově s halfplayback.